# Драконы (Средиземье)
Драко́ны (англ. Dragons) — существа, фигурирующие в легендариуме Дж. Р. Р. Толкина. Их образ практически полностью позаимствован Толкином из средневековых европейских представлений о драконах.
Кроме слова dragon (позаимствованного из французского языка), Толкин периодически использует слова drake (изначальный английский термин, от др.-англ. draca, которое, в свою очередь, произошло от лат. draco) и worm (общепринятое значение — «червь», от др.-англ. wyrm — «змей», «дракон»).

## История
Драконы были созданы Морготом в позднюю Первую Эпоху, когда появился Глаурунг, первый дракон-прародитель, который был злым духом, заключённым в теле ящера; рождались и росли они в Ангбанде, твердыне Моргота. Многочисленное и такое же бескрылое потомство Глаурунга принимало участив в уничтожении Гондолина.
Драконы Толкина могли размножаться сами по себе и вылуплялись из яиц. В более поздние времена угодьями для их кладок, роста и обитания, по-видимому, были Северные Пустоши, расположенные к северу от Эред Митрин.

## Классификация
Система классификации драконов у Толкина базируется на их способе передвижения и способности выдыхать пламя.
Некоторые драконы (Глаурунг) ходили на четырёх ногах, как драконы острова Комодо и прочие ящеры. Другие драконы (Анкалагон, Смауг) могли и передвигаться на четырёх ногах, и летать, используя крылья. Крылатые драконы впервые появились только в конце многолетней и опустошительной Войны Гнева, когда Моргот направил их против воинства Валар, хотя это и не спасло его от окончательного поражения.
Огнедышащие драконы назывались Урулоки (кв. Urulóki, ед.ч. Урулокэ,(кв. Urulokë)), «огненные змеи» (англ. Fire-drakes). Не до конца понятно, относится ли термин «урулоки» только к первым драконам, таким, как Глаурунг, которые были огнедышащими, но не имели крыльев, или к любому огнедышащему дракону (соответственно, включая Смауга). Для крылатых огнедышащих драконов иногда употребляется термин Рамалоки. В Приложении А к «Властелину Колец» Толкин упоминает «холодного дракона» (англ. Cold-Drake). Общепринятое мнение гласит (хотя прямо и не упоминается), что это словосочетание обозначает дракона, который не мог выдыхать пламя (а не того, который выдыхал снег или лёд). Это ещё более подкрепляется тем, что в истории, не относящейся к легендариуму, — «Фермер Джайлс из Хэма» — Толкин называет огнедышащего дракона «горячим».
Дракона Скату Толкин называет «длинночервь» (англ. Long-worm), но в явном виде нигде не объясняет этот термин.

## Другие особенности
Все драконы у Толкина любят сокровища (особенно золото), обладают тонким умом, безграничной хитростью, большой физической силой и гипнотическим взглядом, накладывающим «драконье заклятие» (англ. Dragon-spell). Они чрезвычайно сильны и опасны, хотя растут и взрослеют очень медленно. Из-за этого первые попытки Мелькора использовать драконов против своих врагов провалились, поскольку те ещё не были достаточно сильными, чтобы быть полезными в битве. Несмотря на злые замыслы, стоявшие за их созданием, драконы не являются чистыми разрушителями по своей природе, что прекрасно видно в Смауге, который хотел, чтобы его оставили в покое, хотя он и вынудил гномов бежать из Одинокой Горы.
Огонь драконов (даже Анкалагона Чёрного) описывается как неспособный расплавить Кольцо Всевластья, однако четыре из Семи Колец гномов пожрал именно огонь драконов.

## Отдельные драконы

### Анкалагон Чёрный
Анкалагон (синд. Ancalagon, «стремительные челюсти») — величайший и сильнейший из всех драконов, первый из крылатых «огненных змеев». Предводитель драконов Моргота.
Тёмный Властелин вывел Анкалагона в Первую Эпоху. Во время Войны Гнева он поднялся из адских подземелий Ангбанда, подобно буре ветра и огня в последней отчаянной попытке Моргота защитить Дор Даэделот. Ближе к концу Войны Гнева Моргот послал Анкалагона во главе армии крылатых драконов Ангбанда для уничтожения своих врагов. И таким могучим было нападение армады драконов, что силы Валар были отброшены от врат Ангбанда на покрытую пеплом равнину Анфауглит.
Однако с Запада примчался Эарендил Благословенный в своём воздушном эльфийском корабле Вингилот, и с помощью Торондора и великих орлов сражался с Анкалагоном и армией драконов в течение целого дня. В конце концов Эарендил одержал победу: смертельно раненый, Анкалагон обрушился на Тангородрим, высочайшие вершины Средиземья, в агонии разметав башни Ангбанда. С падением своего последнего и могущественнейшего защитника Моргот и сам оказался вскоре полностью разгромлен, взят в плен и низвергнут, с чем и закончилась Война Гнева, в ходе которой Белерианд канул на дно моря.
Анкалагон Чёрный считается величайшим драконом Средиземья, несомненно, как минимум, самым крупным из крылатых, и часто именуется «отцом крылатых драконов». Его крылья были настолько огромными, что могли заслонять собой свет Солнца даже издалека, а падение его массивного тела полностью обрушило своды крепости Моргота. Как и все прочие урулоки, Анкалагон был огнедышащим, и его огонь, по легенде, был горячее любого другого известного огня; впрочем, Гэндальф отмечал, что даже его огонь не расплавил бы Единое Кольцо Саурона.

### Глаурунг
Глаурунг (синд. Glaurung) — Отец Драконов, первый из урулоки, огненных драконов Ангбанда, выведенных Морготом после Дагор Аглареб. Он выдыхал едкий огонь и дым, обладал чудовищно массивным змееподобным телом, передвигаясь на четырёх ногах и оставляя после себя след из зловонной слизи, и не имел крыльев, вследствие чего был неспособен к полёту. Вместе с тем, однако, Глаурунг был наделён могущественным колдовством, что давало ему возможность контролировать и порабощать волю людей, используя свои непревзойдённые гипнотические способности. В отличие от последующих драконов, не имел несокрушимой брони на брюхе, что и привело к его уничтожению. Разорил Нарготронд, одно из древних эльфийских королевств в Битве при Тумхаладе. Участвовал в Дагор Браголлах или Битве Внезапного Пламени. Убит Турином Турамбаром через несколько лет после Нирнаэт Арноэдиад или Битвы Бессчётных Слёз. То место, где он издох, почернело, и там не росла никакая трава.

### Гостир
Гостир (синд. Gostir, «ужасный взгляд») — дракон, упомянутый Толкиеном в «Этимологиях» в пятом томе «Истории Средиземья».

### Ската
Ската (англ. Scatha) был могучим «длинночервём» (англ. Long-worm) Серых Гор. Ската был холодным драконом, то есть не имеющим возможности извергать пламя. О нём известно мало: в основном у Толкина упоминается, что он был убит Фрамом, сыном Фрумгара (предком Эорла Юного) в ранние дни Эотеода.
После смерти Скаты права Фрама на сокровища дракона оспорили гномы той местности. Фрам с негодованием отверг их претензии, послав им вместо драгоценностей зубы Скаты со словами: 

…драгоценностей, равных этим, не найдёте вы в своих сокровищницах, ибо тяжело их сыскать.— Толкин Дж. Р. Р. Властелин Колец: Приложение А (II) «Дом Эорла».
 Это привело к смерти Фрама в разразившемся конфликте с гномами, и, даже когда конфликт был исчерпан, потомки Фрама «принесли немного приятных историй с севера об этом народе». Не вызывает сомнений то, что Эотеод сохранил, по крайней мере, некую часть этих сокровищ, и принёс их с собой на юг, когда они поселились в Каленардоне. Рог, который Эовин дала Мериадоку Брендибаку после Войны Кольца (сотни лет спустя) был из числа этих сокровищ.
Имя дракона, вероятнее всего, было позаимствовано от англосаксонского скеада (др.-англ. sceaða) — «опасный человек, преступник, вор, убийца».

### Смауг Великолепный
Смауг Великолепный (англ. Smaug), также известный как Смауг Золотой, был последним великим драконом Средиземья. Он был убит Бардом Лучником, потомком Гириона, владыки Дейла при помощи волшебной Чёрной Стрелы (хотя в «Хоббите» не говорится прямо о волшебной силе Стрелы. Возможно, Стрела была лишь очень качественной, большую роль сыграло мастерство Барда). Смауг был смертоносным крылатым огнедышащим драконом, он описывался как красно-золотой по цвету, с брюхом, покрытым сплошным слоем драгоценных камней из горы сокровищ, на которой он часто спал, когда захватил Эребор. У Смауга было единственное уязвимое место: в несокрушимом панцире из множества вросших в брюхо и грудь дракона драгоценных камней, на которых тот возлежал в течение многих десятков лет, была небольшая дыра слева на груди. Бильбо Бэггинс, главный герой повести «Хоббит, или Туда и Обратно», выяснил это. Его откровения перед гномами по поводу дракона содержали эти сведения, и их услышала вещая птица гномов — дрозд, пересказавший услышанное Барду Лучнику, что привело к смерти дракона в небе над Эсгаротом.

### Прочие драконы
Среди прочих неназванных драконов, упомянутых в легендариуме, можно отметить драконов, входивших в армию Моргота при падении Гондолина, и «холодного дракона», убившего короля гномов Даина I.